# Silene littorea
Silene littorea es una especie de la familia  de las cariofiláceas.

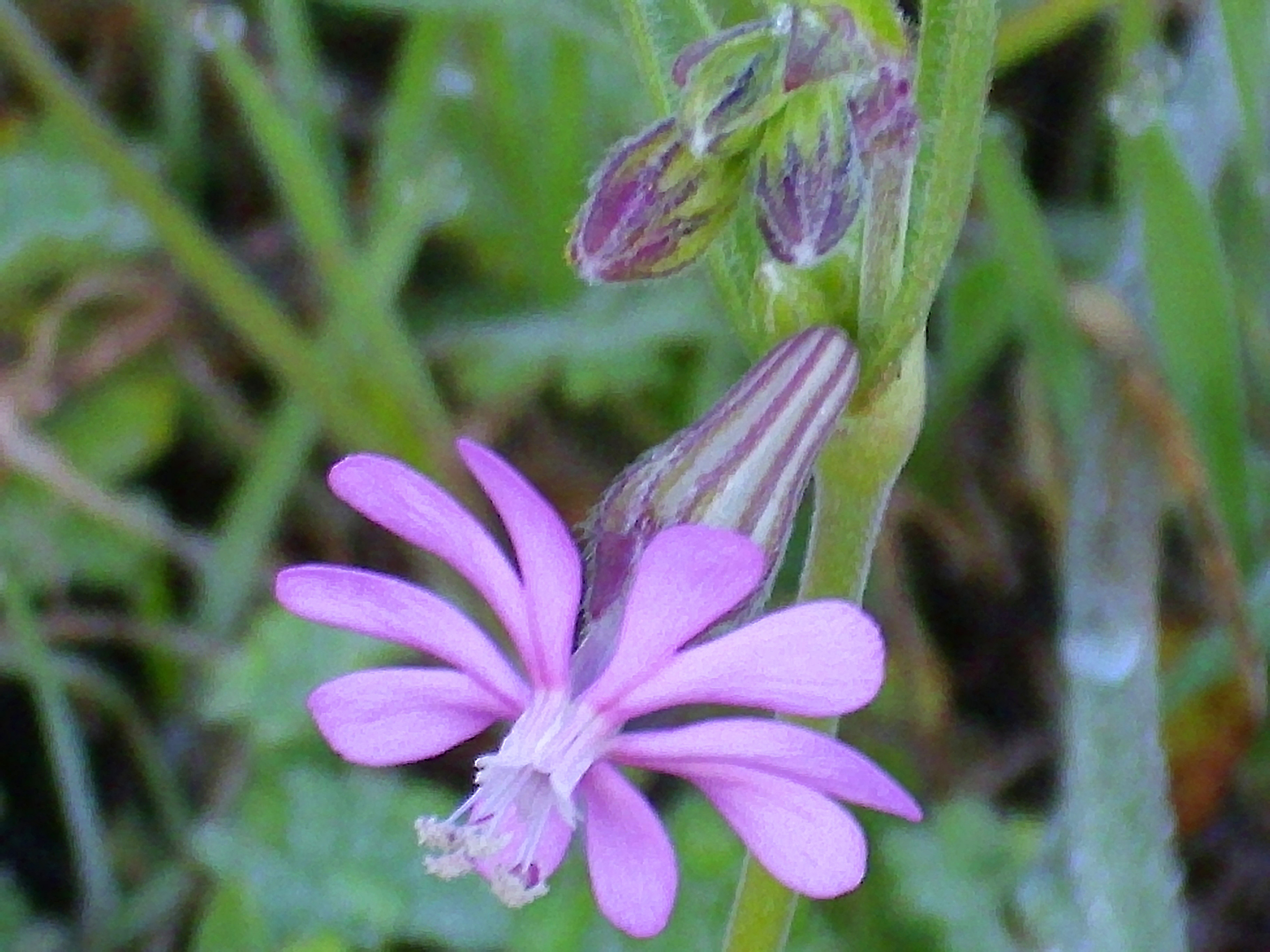
Detalle de la flor

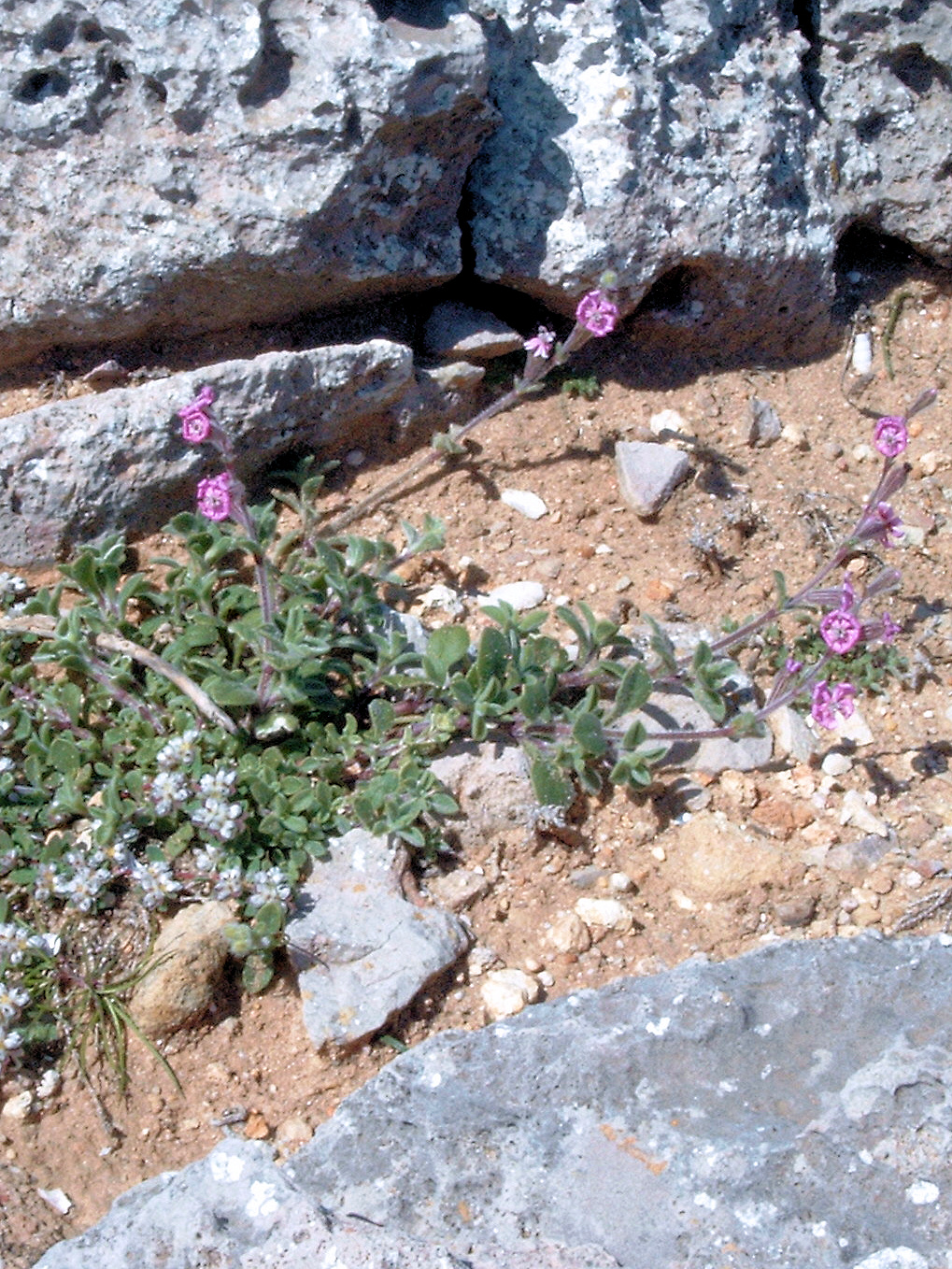
En su hábitat

## Descripción
Planta psammófila con porte de pequeño cojincillo apretado de hojas y flores, las primeras pubescentes y viscosas, las segundas de color rosado. Los tallos se contornean y también tienen pelos glandulosos y son, como las hojas, algo carnosos. Cáliz de casi 2 cm, y llevan bandas alternantes de color hialino y marrón, notándose bien su pilosidad patente. La corola con pétalos emarginados y bien dispuestos alrededor del anillito blanco central.

## Hábitat
Habita en las arenas marinas y ramblas próximas.

## Distribución
Costa mediterránea y suratlántica de la península ibérica, Baleares, sur de Portugal y norte de África.

## Taxonomía
Silene littorea fue descrita por Félix de Avelar Brotero y publicado en Fl. Lusit. 2: 186 (1805)
Citología
Número de cromosomas de Silene littorea (Fam. Caryophyllaceae) y táxones infraespecíficos: n=12
Sinonimia
- Silene charidemi Gand.
- Silene christi Sennen
- Silene halophila Willd. ex Spreng.
- Silene sericea var. littorea' (Brot.) Nyman
- Silene sericea var. minor Otth in DC.
- Silene adscendens Lag.[3][4]

## Nombres comunes
- Castellano: carmelitilla, carmentilla, zapaticos del Niño Jesús.[3]